# Uli Biaho Peak
Der Uli Biaho Peak ist ein 6417 m hoher Berg im Zentral-Karakorum in Pakistan. 

## Lage
Der Uli Biaho Peak liegt im westlichen Teil des Baltoro Muztagh in der so genannten Paiju-Gruppe. Ein Berggrat führt in Richtung Ostnordost zum 3,26 km entfernten Uli Biaho Tower. Nach Westen setzt sich der Bergkamm fort zum 2,62 km entfernten Choricho. Im Süden, auf der gegenüberliegenden Seite des Uli-Biaho-Gletschers, erhebt sich der Paiju Peak.